# وینارنی بینتی اسلامت
وینارنی بینتی اسلامت (انگلیسی: Winarni Binti Slamet؛ زادهٔ ۱۹ دسامبر ۱۹۷۵) وزنه‌بردار اهل اندونزی بود.
وی در مسابقات کشوری و بین‌المللی در مجموع برندهٔ ۱ مدال طلا، ۱ مدال نقره، ۱ مدال برنز شده‌است.